# Калмаш (Дуванский район)
Калма́ш (баш. Ҡалмаш) — село в Дуванском районе Башкортостана, относится к Дуванскому сельсовету.

## История
В 1970-х годах в деревне снимались сцены сериала «Вечный зов».

## Географическое положение
Расстояние до:
- районного центра (Месягутово): 70 км,
- ближайшей ж/д станции (Сулея): 145 км.

Находится на правом берегу реки Юрюзани.

## Население
| 2002 | 2010 |
| ---- | ---- |
| 155  | ↘131 |